# Gongylidiellum
Gongylidiellum là một chi nhện trong họ Linyphiidae.